# Cymo barunae
Cymo barunae is een krabbensoort uit de familie van de Xanthidae. De wetenschappelijke naam van de soort is voor het eerst geldig gepubliceerd in 2005 door Ho & Ng.